# Aurora (Ohio)
Pour les articles homonymes, voir Aurora.
Aurora est une petite ville de la banlieue de Cleveland en Ohio dans le Comté de Portage.
Aurora a été fondée en 1799 par Ebenezer Sheldon, ancien combattant de la Révolution américaine.
En 2010, la population était de 15 548 habitants.